# Miceștii de Câmpie (gmina)
Miceștii de Câmpie – gmina w Rumunii, w okręgu Bistrița-Năsăud. Obejmuje miejscowości Fântânița, Miceștii de Câmpie i Visuia. W 2011 roku liczyła 1086 mieszkańców.